# Erythras (Sohn des Herakles)
Erythras (altgriechisch Ἐρύθρας Erýthras) ist eine Gestalt der griechischen Mythologie.
Laut der Bibliotheke des Apollodor – der einzigen antiken Quelle, die ihn erwähnt – war Erythras ein Sohn des Herakles und der Exole, einer Tochter des Thespios.

## Quelle
- Bibliotheke des Apollodor 2,7,8